# Expedició de Solís al Riu de la Plata
L'Expedició de Solís al Riu de la Plata fou la primera expedició en què es documenta amb certesa el descobriment del Riu de la Plata, i fou realitzada sota el comandament del pilot major Juan Díaz de Solís entre 1515 i 1516, per ordre del rei Ferran el Catòlic. La intenció d'arribar a les illes Moluques descobrint un pas entre els oceans Atlàntic i Pacífic es va veure frustrada per la mort de Díaz de Solís al riu de la Plata, havent de tornar a Espanya. L'expedició va realitzar la formal presa de possessió per Espanya dels territoris que li corresponien al sud del Brasil portuguès d'acord amb el Tractat de Tordesillas.

## Antecedents
Una narració de l'expedició de Solís fou realitzada pel cronista major d'Índies, Antonio de Herrera, nomenat pel rei Felip II el 1596 per investigar als arxius. Herrera publicà el 1601 la Historia General de las Indias Occidentales que comprenia els successos succeïts fins al 1531, entre els quals hi ha l'expedició de Solís.
El 1509 Díaz de Solís i Vicente Yáñez Pinzón tornaren junts a Castella després de realitzar junts un viatge de descobriment a Amèrica, però una greu disputa entre ells acabà amb Solís a la presó. Amb tot, els magistrats estimaren que tenia raó i l'alliberaren poc després, rebent 34.000 maravedís com a recompensa. Herrera va escriure que aquell viatge, que amb dues caravel·les s'inicià a Sevilla el 1508, es va dirigir cap a les illes de Cap Verd, el cap de San Agustín i vorejant les costes del Brasil haurien arribat fins als 40° de latitud sud. Basant-se en aquest escrit d'Herrera alguns autors consideraren que l'expedició hagué de descobrir el riu de la Plata, però l'escala a l'Hispaniola, els objectes antillans d'or amb què tornaren a casa i diversos documents de l'època, demostren que compliren la capitulació feta amb el rei dirigint-se al mar Carib, arribant a les costes del Yucatan.
Díaz de Solís aconseguí el favor del rei Ferran que, per la seva capacitat i perícia com a mariner, el considerà el primer candidat com a pilot major de Castella a la mort de Amerigo Vespucci, el 22 de febrer de 1512. El 25 de març de 1512 Solís es convertí en el successor de Vespucci i en almirall de la flota.
El 27 de març de 1512 Solís capitulà amb el rei Ferran per viatjar amb dos vaixells per fer la demarcació de la línia del Tractat de Tordesillas, però el rei va suspendre el viatge el 30 de setembre de 1512 per les protestes portugueses encapçalades per l'ambaixador Juan Méndez de Vasconcellos. Tot i que els document són concloents sobre la suspensió del viatge, el cronista general d'Índies Gonzalo Fernández de Oviedo assegurà el 1541 a la seva Natural é General Historia de las Indias que el viatge es realitzà: Aquest text fou recollit per Francisco López de Gómara en la seva Historia General de las Indias de 1552, afegint que va resseguir la costa fins a quasi els 40° de latitud sud, cosa que donà lloc a la creença del suposat descobriment del riu de la Plata el 1512, copiada per Félix de Azara i Ruy Díaz de Guzmán.

## Capitulació
Després que Vasco Núñez de Balboa descobrís l'oceà Pacífic (el mar del Sud) el 1513, es pensà a arribar a aquell oceà mitjançant algun pas que havia d'existir al sud de les terres conegut del Brasil i de Castella d'Or, per la qual cosa el 14 de novembre de 1514, a Mansilla, Díaz de Solís capitulà amb el rei Ferran.
El rei nomenà a Francisco de Coto per ocupar interinament el càrrec de pilot major, en absència del seu cunyat, Juan Díaz de Solís, i designà a un altre cunyat, Francisco de Torres, com a segon pilot de l'expedició.

## Sortida de l'expedició
L'expedició havia de descobrir un pas per arribar a les illes de les Espècies i estava equipada amb tres petites caravel·les i 60 mariners. El monopoli del comerç amb Orient estava en mans de la Corona portuguesa, que temia perdre'l en favor dels castellans i per això desenvolupava una gran tasca d'espionatge en tots els ports des d'on el seu rival pogués enviar expedicions. Els vaixells van ser allistats a Lepe en secret, un de 60 tones (Santa María de la Merced) i dos de 30, aportant el rei 4.000 ducats d'or com a contribució a l'expedició. En concepte de préstec, el rei també va aportar 4 bombardes grans i 60 armadures. Es van embarcar provisions per a dos anys i mig de viatge.
Díaz de Solís va rebre del rei un avançament d'un any i mig de sou, el mateix que Torres, Marquina i Alarcón) i se li prometia un terç dels beneficis que s'obtinguessin de l'expedició, a compartir amb els armadors. Un altre terç es reservava pel rei i la resta per distribuir entre els mariners.
Descoberta la proximitat de la partida de Díaz de Solís, els portuguesos van intentar sabotejar els tres vaixells, cosa que fallà i els vaixells es traslladaren de Lepe a Sevilla el 12 de juny, però la Santa María de la Merced va sotsobrar degut a l'excés de càrrega, havent-hi pèrdues i endarreriments, ja que s'hagué de comprar una altra caravel·la. Després de traslladar-se des Sevilla, la partida de l'expedició es va fer des del port de Sanlúcar de Barrameda el 8 d'octubre de 1515.
Juan Díaz va emprendre el seu darrer viatge a la recerca del pas transoceànic, i en cas de trobar-lo, planejava travessar l'oceà Pacífic fins a arribar a l'Extrem Orient. En l'expedició hi prenien part Juan de Ledesma; Pedro de Alarcón, com a comptador i escrivà de l'armada i Francisco de Marquina, com a factor, ambdós nomenats pel rei; els pilots Juan de Lisboa i Rodrigo Álvarez, el mestre Diego García de Moguer i l'alferes Melchor Ramírez.

## Viatge per la costa del Brasil
Després de fer escala per aprovisionar-se a Santa Cruz de Tenerife, a les illes Canàries, es van dirigir a la costa del Brasil, arribant fins al cap de São Roque, al sud del cap de Santo Agostinho, on els dugueren els corrents marins. Continuaren cap al sud de la costa brasilera, passant per cabo Frío, la badia de Guanabara, on van aprovisionar-se dels indígenes, arribant al riu dels Sants Innocents el 28 de desembre (actual Santos). Díaz de Solís va navegar lentament cap al sud, sempre amb la terra ben a prop, fins a una badia situada als 27° sud que es va anomenar els Perduts.

## Arribada al Riu de la Plata
Va seguir explorant la costa de l'actual estat brasiler de Rio Grande do Sul i d'Uruguai, passant l'illa de San Sebastián de Cádiz el 20 de gener, prop de cabo Polonio, arribant a l'isla de Lobos i Punta del Este el 2 de febrer. Allà va prendre possessió de la terra en nom del rei de Castella, erigint una creu al so de les trompetes davant l'escrivà Alarcón, anomenant l'indret Puerto de Nuestra Señora de la Candelaria.
S'endinsaren, d'aquesta manera al Riu de la Plata, una enorme extensió d'aigua dolça fruit de la unió dels rius Paranà i Uruguai, confonent-se amb un braç de mar sense salinitat, que Díaz de Solís batejà com a mar Dulce, i pogué endinsar-s'hi gràcies a l'escàs calat de les caravel·les.
Díaz de Solís explorà el riu amb una petita caravel·la en cerca del pas cap al mar del Sud, fent escala a l'illa Martín García, que batejà així perquè allà hagué d'enterrar a l'encarregat del rebost que tenia aquell nom i que morí a bord de la caravel·la. Díaz de Solís es convertí, d'aquesta manera, en el primer europeu a posar peu a terra de forma fefaent al que avui constitueix l'Argentina.

## Mort de Solís
Veient indígenes a la costa oriental, Díaz de Solís intentà desembarcar en una barca amb set dels seus tripulants (entre ells Alarcón i Marquina, 4 mariners i el grumet Francisco del Puerto), en un indret entre Martín Chico i Punta Gorda, o alguna illa situada davant la costa. Solís i els seus companys foren atacs per sorpresa per un grup d'indígenes, matant-los i esquarterant-los davant la mirada impotent de la resta de mariners que s'estaven al vaixell. Els cadàvers foren devorats pels indígenes, que foren identificats com a charrues, tot i que aquests no eren caníbals, a diferència dels seus veïns guaranís que vivien a les illes situades a la propera costa oposada.
El grumet Francisco del Puerto no fou assassinat, però davant el desconcert fou abandonat pels seus companys a l'illa. La resta de tripulants, sota el comandament de Francisco de Torres (cunyat de Díaz de Solís), tornaren immediatament al mar, abastint-se de carn a l'illa de Lobos. Salaren la carn i s'emportaren les banyes, que posteriorment veneren a Sevilla. Del Puerto va quedar-se a l'illa Martín García fins que l'expedició de Sebastià Cabot el recollí.

## Tornada a Castella
En passar per davant l'illa Santa Catalina, naufragà una de les caravel·les a la Lagoa dos Patos, quedant-se 18 mariners a la costa. Aquests nàufrags se separaren en dos grups: set viatjaren cap al nord en cerca dels portuguesos, als quals trobaren i foren enviats a Lisboa; mentre els altres sis es quedaren a la zona. D'aquests, el portuguès Aleixo Garcia, junt amb centenars d'indígenes i algun dels seus companys, s'aventurà a la recerca de la Sierra de la Plata a la zona de l'Alt Perú, morint en el viatge de tornada.
Els dos vaixells que quedaren arribaren al cap de San Agustín, on recolliren pal del Brasil i tornaren a Castella, arribant a Sevilla el 4 de setembre de 1516. Des d'aleshores l'estuari del riu de la Plata fou conegut a Castella com a riu de Solís.